# Battlestar (cómic)
Battlestar (Lemar Hoskins) es un superhéroe ficticio que aparece en los cómics estadounidenses publicados por Marvel Comics. Se convirtió en el quinto personaje en asumir el alias Bucky, antes de tomar el nombre de Battlestar.
Clé Bennett interpreta al personaje en la serie de televisión del Universo cinematográfico de Marvel The Falcon and the Winter Soldier (2021).

## Historial de publicaciones
Battlestar fue creado por Mark Gruenwald y Paul Neary, y fue presentado originalmente como un miembro sin nombre de los Bold Urban Commandos (BUC) en Captain America # 323. En Captain America # 327 se le llama Lemar por primera vez, pero en general todavía se lo trata como intercambiable con los otros BUC. Se levanta del anonimato en Captain America # 334, en el cual se revela su nombre completo y adopta la identidad de Bucky. Gruenwald luego explicó:
Recibo varias cartas cada mes preguntando cuándo volverá Bucky. Y dije: «Bueno, si el gobierno tiene un nuevo Capitán América, tal vez querrían comprar un nuevo Bucky». Anteriormente había presentado a tres Buckies como amigos y socios del Super-Patriota, los Comandos Bold Urban, y en lugar de crear a alguien nuevo, decidí que uno de ellos sería el Bucky. Había dos tipos blancos y un chico negro, y dije por qué no el negro. Al menos se destacó en el grupo. Cap tenía una compañera negra antes en el Halcón, pero él tuvo otros tres socios blancos, así que dije que era hora de otro negro. Por lo tanto, Bucky era negro. Ahora estoy recibiendo una gran cantidad de correo malo, y merecidamente, por mi ignorancia.
Los fanáticos enfadados escribieron a Marvel Comics, informando a la compañía que «Buck» se considera un término peyorativo entre los afroamericanos, ya que era un término usado antes de la guerra civil estadounidense para referirse a los esclavos y quejarse de que también era ofensivo racialmente tener un hombre negro adulto tomando la identidad de un compañero adolescente. El escritor Mark Gruenwald no conocía la connotación racial de Bucky, habiendo crecido en una región con muy pocos afroamericanos, y aceptó darle un nuevo nombre a Hoskins. En Captain America # 341 es rebautizado como Battlestar, se pone su propio disfraz único y se presenta más explícitamente como compañero del nuevo Capitán América, en lugar de ser un compinche. Gruenwald recordó: «La búsqueda de un buen nombre para un socio para Cap es una media hora en sí misma. [Risas] Se nos ocurrió cada nombre que era vagamente patriótico, vagamente militar, y sin embargo se mantuvo por sí mismo, porque algún día estos tipos pueden separarse». El nombre Battlestar fue sugerido en última instancia por el redactor del Capitán América, Kieron Dwyer.

## Biografía del personaje ficticio
Lemar Hoskins nació en Chicago, Illinois. Junto con sus compañeros del Ejército John Walker, Hector Lennox y Jerome Johnson, el Dr. Karl Malus le otorga fuerza sobrehumana en nombre del Power Broker, y se convierten en luchadores. Los cuatro más tarde forman los Comandos Bold Urban (también conocidos como los «BUCkies»), y son empleados por John Walker, conocido como el Super-Patriota. Los Buckies escenifican un ataque falso al Super-Patriota para publicidad. Como BUCky, Hoskins también ataca a un grupo de estudiantes extranjeros.
Cuando la Comisión Federal de Actividades Sobrehumanas selecciona a Walker para reemplazar a Steve Rogers como Capitán América, Hoskins es el único en su grupo que puede acompañar al nuevo Capitán América. Toma la identidad de Bucky (después del socio original de Rogers, Bucky) y se somete a un riguroso entrenamiento bajo la supervisión de la Comisión. Walker y Hoskins van de incógnito en una misión para detener a los Watchdogs.
Hoskins, que es afroamericano, es persuadido por otro negro de que «Bucky» es un título degradante, ya que los esclavistas estadounidenses a menudo se refieren a los esclavos como «pavos». En consecuencia, Hoskins adquiere la identidad de Battlestar, vistiendo un nuevo disfraz y empuñando un escudo con el mismo diseño que Steve Rogers. El Capitán América y Battlestar capturan a Quill pero son derrotados en combate por el equipo de Quill, los Resistentes. El dúo lucha y derrota al Hombre Demolición. Battlestar presencia el Flag-Smasher, captura del Capitán América, Battlestar persuade a Steve Rogers, el Capitán América original, para que lo ayude a rescatar a Walker del Flag-Smasher, y luchan contra ULTIMATUM. Battlestar presencia el asesinato falso de Walker y deja el empleo de la Comisión. Se enfrenta a la Dra. Valerie Cooper y descubre que Walker todavía está vivo.
Battlestar se encuentra con Falcon y lo ayuda a luchar contra Coachwhip, Puff Adder y Rock Python de la Sociedad Serpiente.
Battlestar se enfrenta y pelea con el U.S. Agent. Battlestar es capturado por las herramientas eléctricas. El Dr. Karl Malus emplea Power Tools para recopilar clientes anteriores de Power Broker, Inc., para que Malus pueda realizar pruebas sobre ellos. Malus somete a Battlestar al proceso de aumentación. Posteriormente, Hoskins lucha contra Power Broker, y Malus restaura su fuerza sobrehumana. Hoskins luego se reconcilia con el U.S. Agent.
Cuando Steve Rogers retoma la identidad del Capitán América, Battlestar abandona el empleo federal y regresa a su lugar natal, Chicago. Se convierte en un miembro del Grupo Salvaje de Silver Sable desde hace algún tiempo. Cuando Ernst Sablinova, el padre de Sable, quiere que la manada mate a un cautivo, Battlestar desobedece.
Durante la historia de Civil War, Battlestar se alía con muchos opuestos a la Ley de Registro Sobrehumanos. Su grupo incluye, pero no se limita a, Typeface, Gladiatrix y Solo. Durante una visita de la reportera Sally Floyd, los agentes de S.H.I.E.L.D. que operan junto con Iron Man atacan y capturan a muchos del grupo. Floyd y algunos otros escapan. Battlestar sufre una lesión en la espalda durante la batalla y, debido a un descuido, no recibe la atención médica adecuada mientras está bajo custodia en la Prisión 42. Es liberado por las fuerzas del Capitán América y participa en la batalla final, a pesar de sus heridas.
Battlestar luego regresa, trabajando como guardia de seguridad para el Proyecto Pegaso. Es testigo de una invasión de zombis desde una Tierra paralela y el regreso de Jack de Corazones. También participó en una incursión de A.R.M.O.R. en una Tierra paralela, infestada de zombis nazis, junto a un equipo de héroes que incluía a Dum-Dum Dugan y Howard el pato.
Más tarde se mencionó durante la Muerte de Wolverine que un grupo desconocido había logrado robar el escudo de Adamantium de Battlestar.
Battlestar participa en un partido de la Federación de Lucha de Clase Ilimitada (UCWF) contra D-Man como parte de un evento de caridad. Se revela que antes de convertirse en un superhéroe, Lemar había sido un aspirante a luchador cuya carrera terminó con D-Man. La lucha de caridad termina cuando se revela que el actual jefe de la UCWF está tratando de huir con el dinero recaudado por el evento, y los dos héroes se unen para detener el robo.
Durante la historia del Imperio Secreto, Battlestar aparece como un miembro del clandestino cuando Hydra alcanza a los Estados Unidos.

## Poderes y habilidades
Como resultado del proceso mutagénico experimental realizado por Karl Malus en nombre del Power Broker, Lemar Hoskins tiene una fuerza sobrehumana. Su resistencia también se acentúa aunque en menor grado. Su agilidad y reflejos son del orden de un atleta olímpico superior. Además, posee durabilidad y resistencia sobrehumanas, lo que le permite sobrevivir a los golpes y golpes altos, y en un caso para sobrevivir ahorcado por los Vigilantes (un grupo frontal de Cráneo Rojo).
Battlestar está altamente entrenado en gimnasia y acrobacia. Es un combatiente cuerpo a cuerpo excepcional, y recibió entrenamiento riguroso en combate sin armas y el uso de su escudo, en un estilo similar al del Capitán América original, del Taskmaster. Lleva un escudo de Adamantium triangular de extremo romo casi indestructible en combate, y es capaz de usarlo defensivamente contra ataques cinéticos y basados en energía, y ofensivamente como un arma de misiles.

## En otros medios

### Televisión
- Battlestar apareció en el episodio de 5 partes de Spider-Man de 1994 «Los Seis Guerreros Olvidados». Hace una aparición, sin hablar, con el resto del Grupo Salvaje.
- Battlestar aparece en el episodio de la segunda temporada de Spider-Man titulado «Take Two».[22] Mientras que él es un miembro del Grupo Salvaje, esta versión tiene barba y no tiene pelo. Battlestar acompañó al Grupo Salvaje en una misión para robar el Neuro Cortex de Horizon High para su cliente anónimo. Esto llevó al grupo a luchar contra Spider-Man y Doctor Octopus. Spider-Man derrotó a Battlestar engañándolo para que atacara a Paladín. Él y el resto de Grupo Salvaje son llevados a la prisión.
- Lemar Hoskins / Battlestar es interpretado por Clé Bennett en el Universo cinematográfico de Marvel, apareciendo en la serie de Disney+ The Falcon and the Winter Soldier (2021). Esta versión trabaja para el gobierno de Estados Unidos y es amigo y socio de John Walker. En el episodio «The Whole World is Watching» Hoskins es asesinado accidentalmente por Karli Morgenthau mientras ayudaba a Walker a detenerla a ella y a los Flag-Smashers.[23]